# Chertsey (Surrey)
Chertsey ist eine Stadt in der britischen Grafschaft Surrey. Die Stadt liegt an der Themse und einem ihrer Nebenflüsse, dem River Bourne. Die Schleuse des Chertsey Lock liegt gegenüber der Stadt am anderen Ufer. Chertsey ist durch den Motorway M25 gut an das britische Autobahnnetz angebunden und ist Sitz der Regus-Gruppe. Außerdem dient der Motorway M25 als Direktverbindung in die britische Hauptstadt London, von der Chertsey nur 50 km westlich liegt. Chertsey hat derzeit etwa 15.967 Einwohner.

## Geschichte

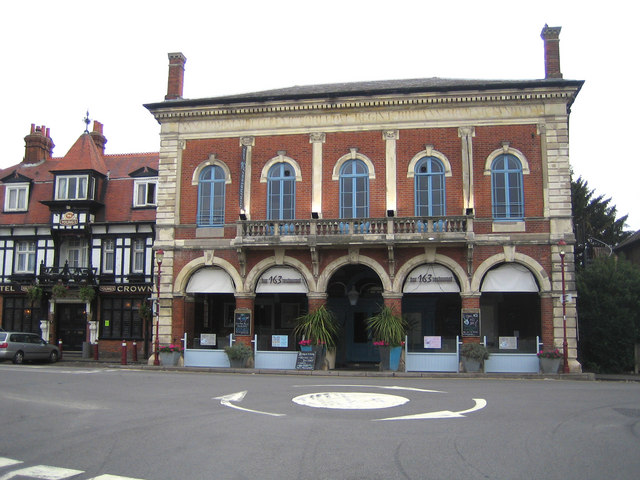
Altes Rathaus

Die Ursprünge Chertseys liegen in dem durch den Bischof von London, Eorcenwald, im Jahre 666 gegründeten Kloster Chertsey. Hierdurch hat Chertsey den Beinamen The historical town of Chertsey (die historische Stadt Chertsey) bekommen. Um das Kloster entwickelte sich eine Siedlung, aus der sich das heutige Städtchen entwickelte.
Im 9. Jahrhundert wurde es von den Dänen zerstört und im Jahre 964 von König Edgar von England wieder gegründet. Die in den Jahren 1783–1785 erbaute Chertsey Bridge ist heute immer noch die wichtigste Verbindung über den Fluss.

## Söhne und Töchter der Stadt
- George Abecassis (1913–1991), Rennfahrer
- Emily Appleton (* 1999), Tennisspielerin
- Vaughan Arnell (* 1961), Filmregisseur für Musikvideos und Werbefilme
- Shoaib Bashir (* 2003), Cricketspieler
- Ellie Chowns (* 1975), Politikerin
- Samuel Daniell (1775–1811), Maler
- William Daniell (1769–1837), Maler und Radierer
- Joanna Drinkhall (* 1987), Tischtennisspielerin
- Jacob Dudman (* 1997), Schauspieler, Filmschaffender, Synchronsprecher und Podcaster
- Harvey Elliott (* 2003), Fußballspieler
- Jody Fannin (* 1993), Autorennfahrer
- Robert Green (* 1980), Fußballtorhüter
- Justin Hawkins (* 1975), Musiker
- Tony Hibbert (1917–2014), Offizier
- Will Jacks (* 1998), Cricketspieler
- Nick Johnstone (* 1970), Autor und Musikjournalist
- Charlie Kimball (* 1985), US-amerikanischer Rennfahrer
- Sean Lock (1963–2021), britischer Komiker und Schauspieler
- Andrew Simpson (1976–2013), Segler
- Albert Richard Smith (1816–1860), britischer Autor und Humorist
- Matt Targett (* 1985), australischer Freistilschwimmer
- Richard Watney (1904–1949), Autorennfahrer und Geschäftsmann
- Joshua Whatley (* 2005), Motorradrennfahrer